# Lorenzo Nina
Lorenzo Nina (Recanati, 12 de maio de 1812 - Roma, 25 de julho de 1885) foi um prelado italiano da Igreja Católica Romana. Um membro de longa data da Cúria Romana , ele serviu como Prefeito da Congregação para os Estudos (1877-1878), Secretário de Estado do Vaticano (1878-1880) e Prefeito da Congregação do Conselho (1881–1885). Ele foi elevado ao cardinalato em 1877.

## Biografia
Lorenzo Nina nasceu em Recanati. Seu pai era um notário . Depois de estudar filosofia e teologia no seminário de Recanati, ele se estabeleceu em Roma com um tio que era cônego e pastor de San Lorenzo em Damaso . Ele então estudou no Pontifício Seminário Romano e na Universidade La Sapienza , de onde obteve doutorado em teologia e em direito civil e canônico .
Nina foi ordenado ao sacerdócio em dezembro de 1834 e depois serviu como secretário de Mons. Giovanni di Pietro, auditor da Rota Romana . Ele também foi conselheiro de Luigi Amat di San Filippo e Sorso . Em 1853, tornou-se professor honorário na Faculdade de Direito do Seminário Romano. Cânone do capítulo da Basílica de São Pedro (1868), decano do capítulo da Basílica da Libéria e prefeito do Pontifício Ateneu S. Apolinário . De 1868 a 1877, ele atuou como assessor da Congregação da Inquisição . Foi membro da comissão preparatória do Primeiro Concílio do Vaticano e foi prefeito de estudos no Seminário Romano de 1875 a 1877.
O Papa Pio IX criou-o Cardeal Diácono de S. Angelo em Pescheria no consistório de 12 de março de 1877. No dia 26 de março seguinte, ele foi nomeado Prefeito de Economia da Congregação da Propaganda Fide e da Reverenda Câmara dos Despojos. Ele serviu como Prefeito da Congregação para os Estudos de 19 de outubro de 1877 a 9 de agosto de 1878, e participou do conclave papal de 1878 , que elegeu o Papa Leão XIII.
Leão XIII depois nomeou Nina como Secretário de Estado do Vaticano , essencialmente o primeiro ministro do Papa, em 9 de agosto de 1878. Ele optou pela ordem dos Cardeais Sacerdotes e recebeu a igreja titular de S. Maria in Trastevere em 28 de fevereiro de 1879. Ele também foi condecorado com a Grã-Cruz da Ordem Austríaca de Sankt Stefan em 1879. Em 16 de dezembro de 1880, Nina renunciou ao cargo de Secretário de Estado e foi confirmado como Prefeito do Palácio Apostólico. Tornou-se prefeito da Congregação do Conselho em 7 de novembro de 1881, permanecendo nessa posição até sua morte.
O cardeal morreu mais tarde em Roma, aos 73 anos, estando enterrado no cemitério de Campo Verano .